# Arcida
Die Arcida (in älteren Publikationen auch Arcoida) sind eine Ordnung der Muscheln (Bivalvia), die zur Infraklasse Pteriomorphia innerhalb der Autolamellibranchiata gestellt wird. Es handelt sich um eine ausschließlich im Meer vorkommende Muschelgruppe. Die ältesten Arcida sind bereits aus dem Unteren Ordovizium bekannt.

## Merkmale
Die Gehäuse der Arcida sind häufig eiförmig und gleichklappig, seltener aberrant. Die Schale ist ausschließlich aragonitisch mit überwiegend kreuzlamellaren und prismatischen Mikrostrukturen. Die Schlossleiste ist vielgestaltig und kann auch reduziert sein. Das Schloss selber zahnlos oder taxodont, oder auch andere Zahntypen kommen vor. Die Schließmuskeln sind gleichförmig oder nur leicht ungleichförmig. Der Fuß ist meist groß und kräftig.

## Geographische Verbreitung, Lebensraum und Lebensweise
Die Arcida sind ausschließlich marin lebende Muscheln, die meist an das Substrat mit Hilfe des organischen Byssus angeheftet sind. Sie leben meist auf oder nur halb eingegraben im Sediment.

## Taxonomie
Die Arcida beinhalten nach MolluscaBase drei Überfamilien:
- Überfamilie Arcoidea Lamarck, 1809
  - Familie Archenmuscheln (Arcidae Lamarck, 1809)
  - Familie Catamarcaiidae Cope, 2000 †
  - Familie Cucullaeidae Stewart, 1930
  - Familie Frejidae Ratter & Cope, 1998 †
  - Familie Glycymerididae Dall, 1908 (1847)
  - Familie Noetiidae Stewart, 1930
  - Familie Parallelodontidae Dall, 1898
- Überfamilie Glyptarcoidea Cope, 1996 †
  - Familie Glyptarcidae Cope, 1996 †
  - Familie Pucamyidae Sánchez & Benedetto, 2007 †
- Überfamilie Limopsoidea Dall, 1895
  - Familie Limopsidae Dall, 1895
  - Familie Philobryidae F. Bernard, 1897

## Belege